# Kirchenbüchel
Kirchenbüchel ist eine Hofschaft von Wipperfürth im Oberbergischen Kreis im Regierungsbezirk Köln in Nordrhein-Westfalen (Deutschland).

## Lage und Beschreibung
Die Hofschaft liegt im Norden von Wipperfürth 300 m entfernt vom „Lüttgenauer Arms“ der Bevertalsperre. Nachbarorte sind Unterlüttgenau, Hasenburg, Egen und Oberlüttgenau. Der Kirchenbücheler Bach entspringt am östlichen Rand der Hofschaft und mündet in die Lüttgenau.
Politisch wird der Ort durch den Direktkandidaten des Wahlbezirks 17.2 (172) Egen im Rat der Stadt Wipperfürth vertreten.

## Geschichte
1548 wurde die Hofschaft erstmals unter der Bezeichnung „op Boichgel“ in den Listen der bergischen Spann- und Schüppendienste genannt. Die Karte Topographia Ducatus Montani aus dem Jahre 1715 zeigt einen Hof und bezeichnet diesen mit „Kirchenbüggel“.
1913 wurde das am nordwestlich des Ortes am Waldrand befindliche Wegekreuz errichtet. Dieses Kreuz dient der jährlich von der Kirche in Egen aus abgehaltenen Fronleichnamsprozession als Altar. Diese Prozession wird in Egen nachweislich seit 1873 durchgeführt.

## Busverbindungen
Über die im Nachbarort gelegene Bushaltestelle „Egen“ der Linie 337 (VRS/OVAG) ist eine Anbindung an den öffentlichen Personennahverkehr gegeben.

## Wanderwege
Die vom SGV ausgeschilderten Rundwanderwege A6 und A7 führen in 140 m Entfernung nordöstlich an der Hofschaft vorbei.

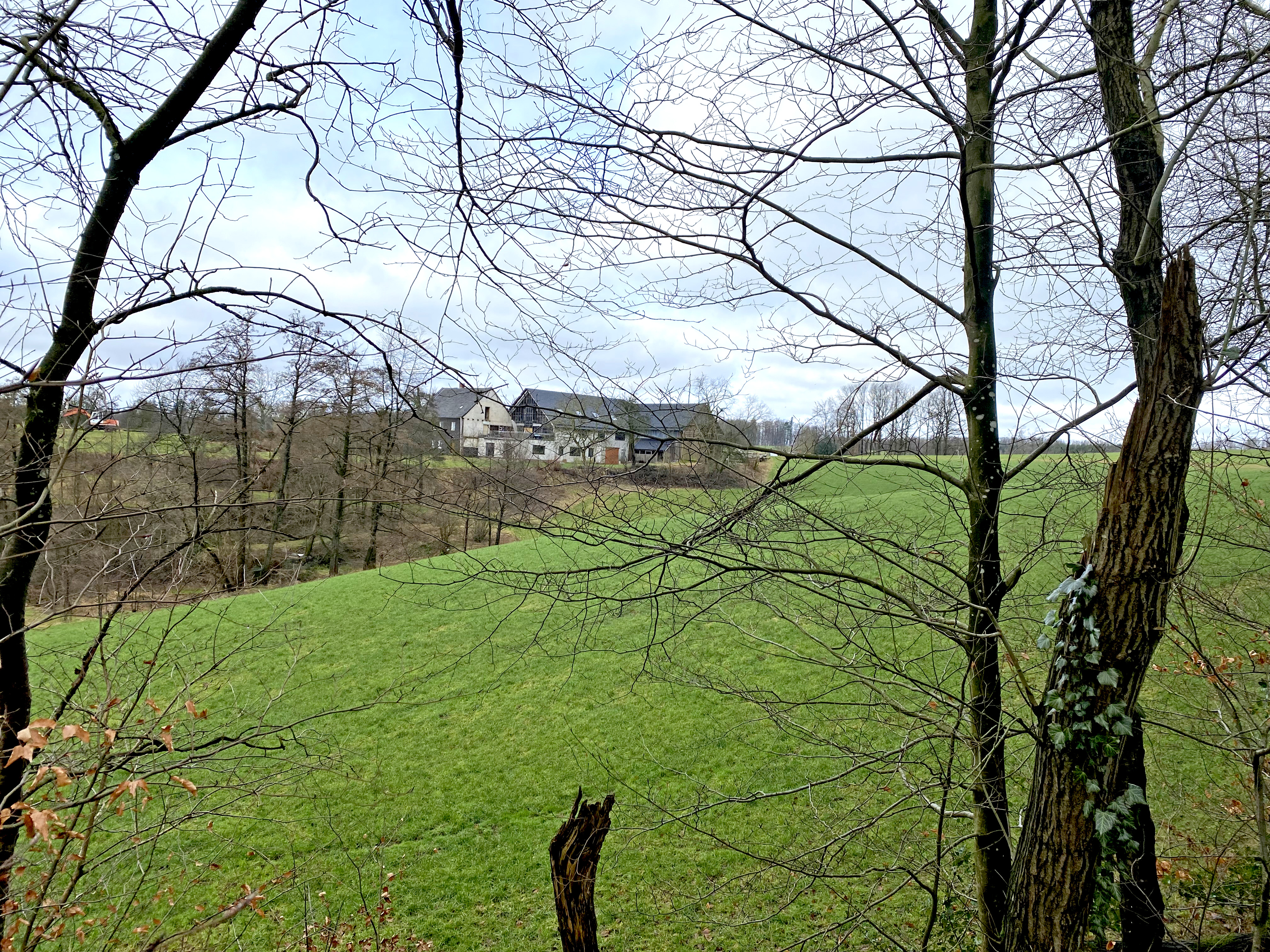
Hof Kirchenbüchel
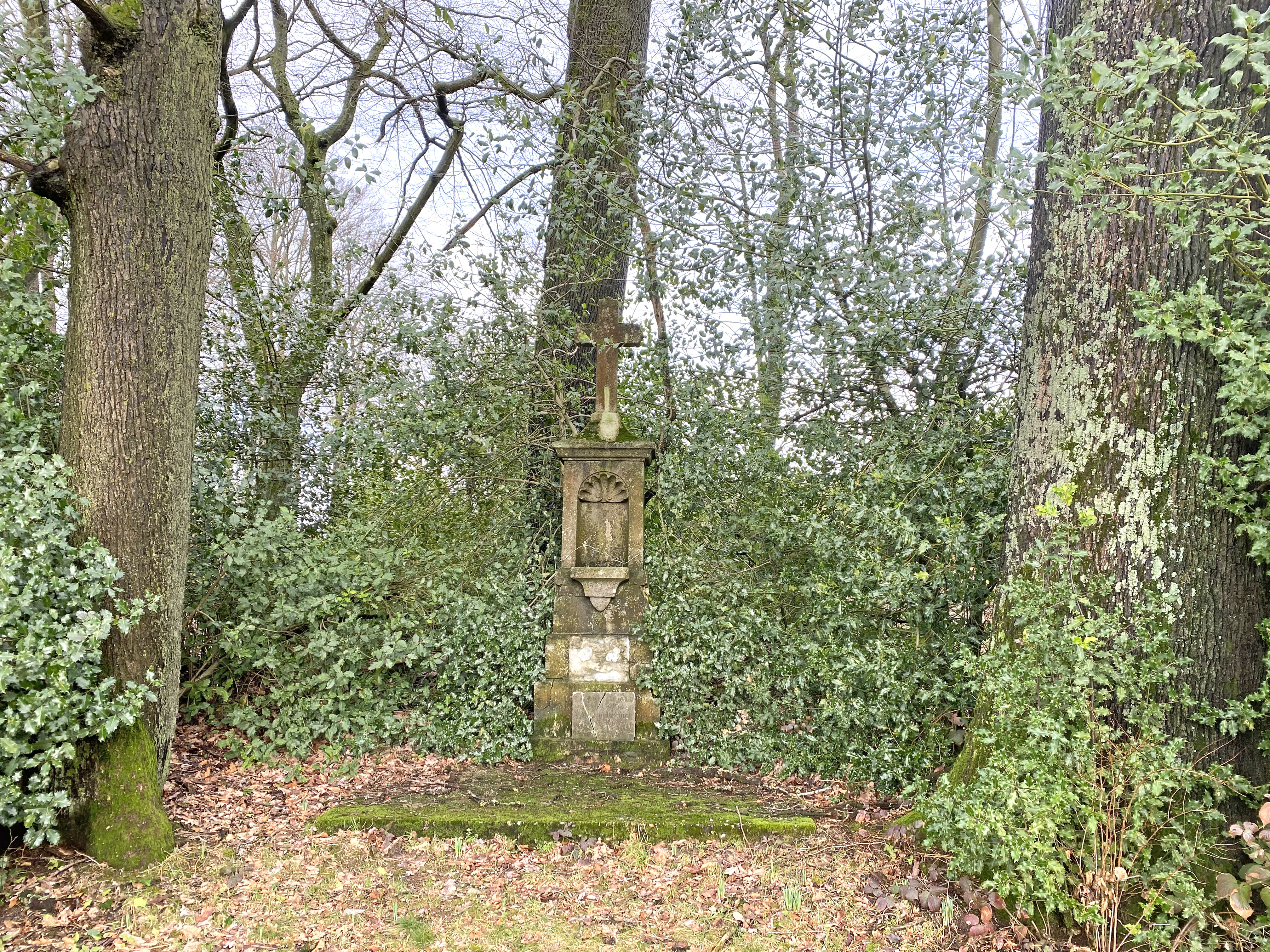
Wegekreuz Kirchenbüchel (1913)
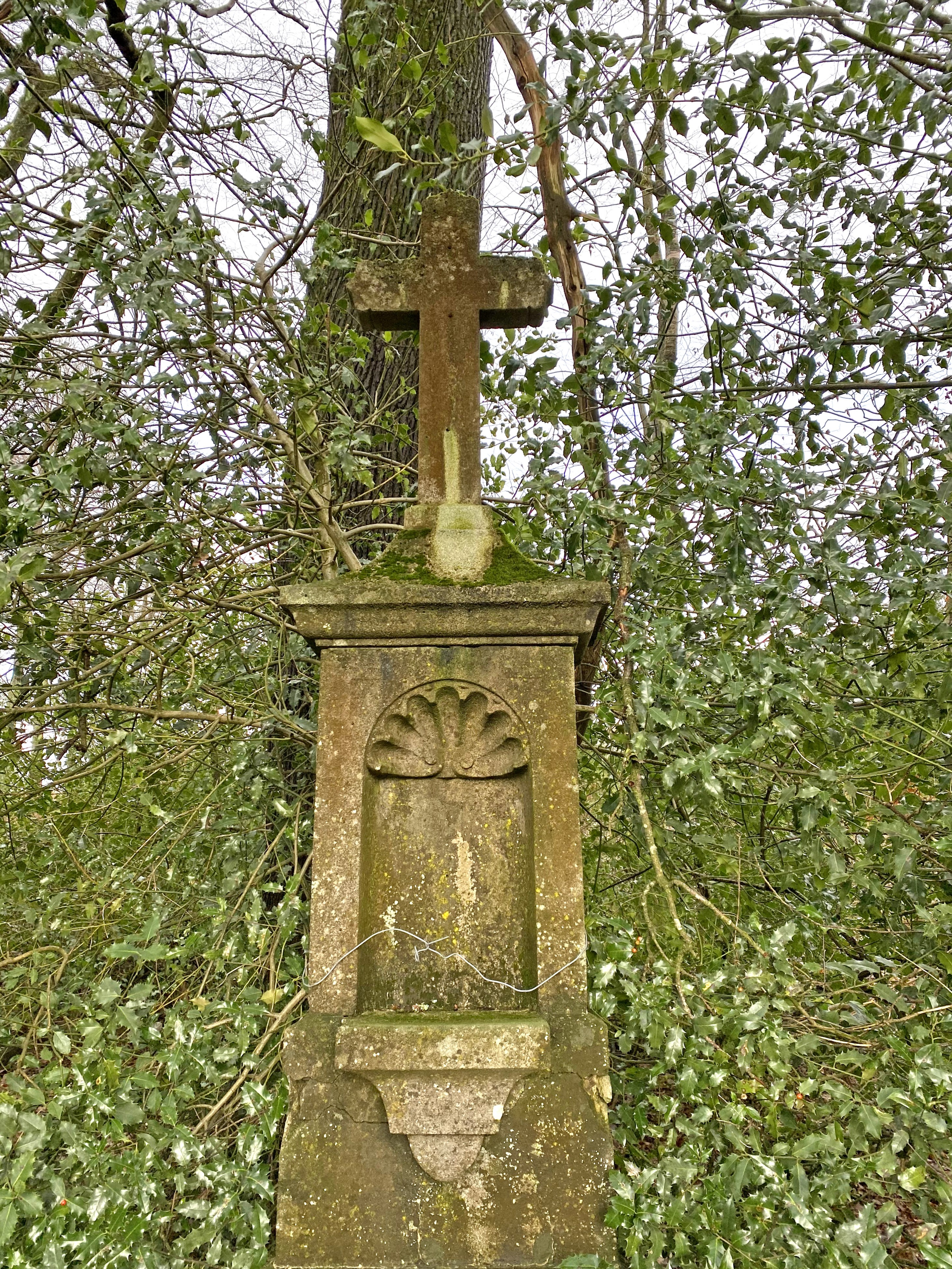
Wegekreuz Kirchenbüchel
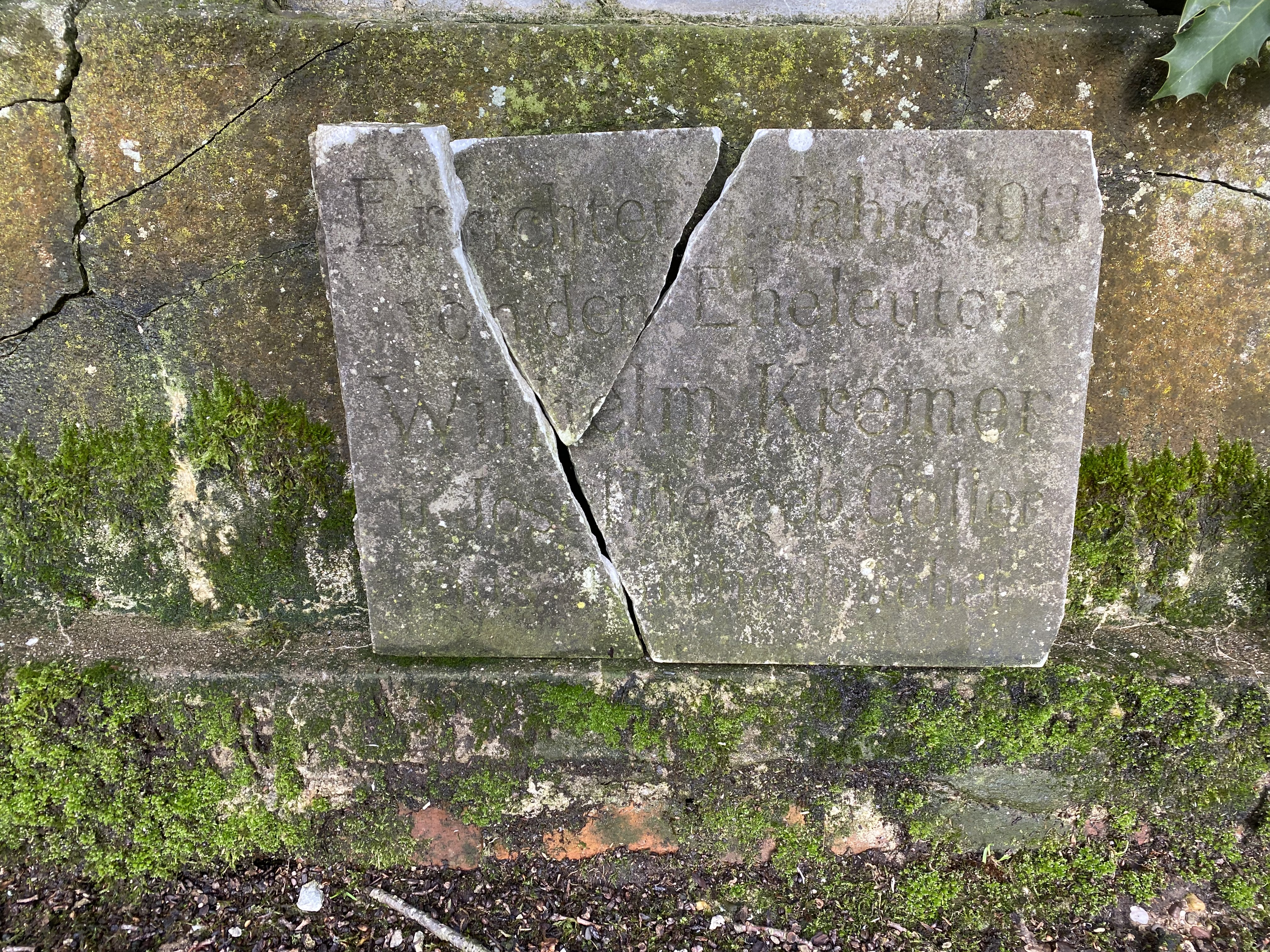
Wegekreuz Kirchenbüchel